# Bantuhub
 (septembre 2016).
La fondation Bantuhub est une organisation à but non lucratif œuvrant pour la promotion des TIC et de l’entrepreneuriat juvénile en République du Congo.

## Histoire
En novembre 2013, l’association Bantutech lance le premier espace de coworking congolais.
En  2014, ses activités prennent de l’envergure au niveau national, ce qui l’entraîne  à  migrer progressivement vers le statut juridique de fondation.
En 2015 elle lança l’initiative Tech25.

## Les réalisations  majeures de la Fondation Bantuhub

### Le Bantuhub Contest
Le Bantuhub Contest est la première compétition de programmation et d'infographie ouverte au moins de 26 ans organisée chaque année en République du Congo depuis 2014 pendant la période des grandes vacances, ayant la particularité d'être diffusé sous forme de téléréalité sur différentes chaînes locales et Internationales.

### Le Tech hub
C'est au sein du Tech Hub que sont organisés régulièrement des événements réunissant des passionnés de technologies et d'entrepreneuriat à l'instar des startup Talks, des soirées de l'entrepreneuriat , des blogging night, ou des mbongui. 

### Le  Bantulab
Le Bantulab est une plateforme de réflexion et développement de projet sociaux animée par de jeunes passionnés de technologies. 
À ce jour, deux projets ont été lancés : url.cg un réducteur de lien  et Congo 2016   une application mobile pour suivre l'actualité électorale.  

### Silicon Congo
Le Programme Silicon Congo  a été lancé depuis février 2015, dans le but d'aider les Startup à accélérer leur développement et attirer des investisseurs. Parmi les startups retenues  Tinda litoyi et  Kozwa sont les plus avancées à ce jour.

### La formation des femmes
Ce programme  de l'initiative tech 25 a été  lancé en juillet 2015. Il a permis à 500 femmes de bénéficier d'une formation en informatique de base afin de les rendre plus compétitive sur le marché de l'emploi. Cette formation se répétera au cours des dix prochaines années.